# Pułk Łączności Ministerstwa Obrony Narodowej
Pułk łączności Ministerstwa Obrony Narodowej (pł MON) – oddział Wojsk Łączności Sił Zbrojnych PRL.

## Historia pułku
Pułk powstał 8 sierpnia 1949 na bazie 1 samodzielnego batalionu łączności Ministerstwa Obrony Narodowej. Jednostka stacjonowała w Warszawie. Początkowo przy ulicy Podchorążych, a od 1951 roku w nowych koszarach przy ulicy Żwirki i Wigury. Oddział podlegał Sztabowi Generalnemu Wojska Polskiego. W 1957 oddział został przemianowany na 5 pułk łączności.

## Dowódcy pułku
- ppłk Józef Gabszewicz (1949-1952)
- płk Michał Afanasjew (1952-1954)
- mjr Henryk Bogdanowicz (1954-1956)